# وسام الاستحقاق (السودان)
وسام الاستحقاق أو وسام التميز هو وسام دولة من السودان أنشئ في 16 نوفمبر 1961 أثناء الحكم العسكري لإبراهيم عبود. تُمنح للمسؤولين الحكوميين من أجل الخدمة الطويلة والأداء بأمانة وتفان وشخصية ممتازة. قد يكون هؤلاء المسؤولون إما سودانيين أو أجانب.  ترتيب يحتوي على ذهب  فضية  وبرونزية. كان لها ميدالية مرتبطة.
لا يجوز تكرار منح الأوسمة والميداليات، أو الترقية من رتبة إلى مرتبة أعلى، إلا بعد مضي ثلاث سنوات على الأقل من تاريخ منحها. يتم تخفيض هذه الفترة إلى سنة واحدة للموظفين إذا تمت إحالتهم إلى التقاعد. تظل الطلبات والميداليات ملكًا للحائز على الجائزة، وورثتها كتذكار دون أن يكون لأي منهم الحق في حملها. مع عدم الإخلال بأية عقوبة أخرى منصوص عليها في قوانين السودان، يجوز بأمر من رئيس الجمهورية نزع قلادة أو وشاح أو ميدالية أو ميدالية أو عباءة شرف أو حزام إذا ارتكبوا التصرف الذي يخل بالشرف أو يتعارض مع الولاء للدولة. 

## شارة
وسام الاستحقاق من الدرجة الأولى يتكون من الفضة المطلية بالذهب. إنه مستدير ومحفور الشكل. على وجهه نجمة بخمسة أضلاع محاطة بزخرفة خطية. في الوسط كلمة "ميدالية" محفورة ومحاطة بفرعين من الزيتون. وعلى الجانب الآخر نقشت عبارة (جمهورية السودان الديمقراطية). من الحرير الأخضر، مقسم طولياً بخمسة خطوط سوداء. الطبقة الثانية تتكون من الفضة. إنه مستدير الشكل. نجمة ذات خمسة جوانب محفورة على وجهها، محاطة بزخرفة خطية. في الوسط كلمة "الجدارة" ( (بالعربية: الجدارة) ) محفور محاط بفرعين من الزيتون. وعلى الجانب الآخر نقشت عبارة (جمهورية السودان الديمقراطية). تُلبس ميدالية على الجانب الأيسر من الصندوق بشريط حريري أخضر. مقسمة طوليا على أربعة خطوط سوداء. الطبقة الثالثة تتكون من البرونز. إنه مستدير الشكل. نجمة ذات خمسة جوانب محفورة على وجهها، محاطة بزخرفة خطية. في الوسط كلمة "جدفة" محفورة ومحاطة بغصنين زيتون. وعلى الجانب الآخر نقشت عبارة (جمهورية السودان الديمقراطية). تُلبس الميدالية على الجانب الأيسر من الصندوق بشريط من الحرير الأخضر. مقسمة على ثلاثة خطوط سوداء.

## ميدالية
يتكون وسام الاستحقاق من ثلاثة أسطح مترادفة: الأول عبارة عن قرص من المعدن الفضي يحمل كلمة "الجدارة". محاط بغصنين زيتون. والثاني شكل دائري من الفضة المطلية بالذهب، تتفرع منه ستة فروع كبيرة وستة فروع صغيرة أخرى. والثالث عبارة عن شكل دائري مسنن من الفضة. تتدلى الميدالية من شريط من الحرير المموج اللامع ذو اللون الأزرق، مع حافتين باللونين الأحمر والأبيض. يوجد بين الميدالية والشريط قرص فضي مطلي بالذهب يحمل شعار الجمهورية ( طائر السكرتير) ومُحاط بفرعين من الزيتون.

Medal of Merit
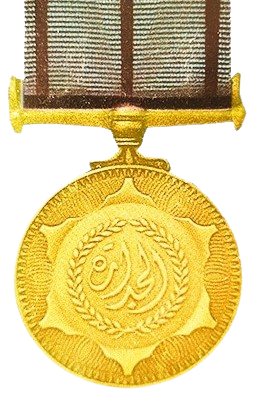
ذهب
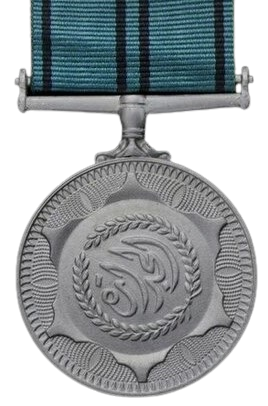
فضة
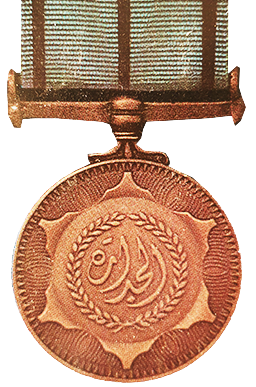
برونزية

## الحاصلون
- 1975 أندرو و. ريانج ويو (الميدالية الفضية) [3]
- 2005 زغلول النجار [4]
- Hussein Jamaan [العربية]
 [5]
- يوسف الزين [6]